# Magikal Journey
Magikal Journey - The Hits Collection 1998-2008 es un álbum recopilatorio del DJ y productor neerlandés Tiësto. Fue lanzado el 17 de mayo de 2010 después de que el artista anunciase que no querría ninguna relación más con Black Hole Recordings, uno de los mayores sellos discográficos de trance que creó junto con Arny Bink en 1997. El primer disco contiene canciones de sus tres primeros álbumes de estudio, In My Memory, Just Be y Elements of Life. Mientras que el segundo cuenta con remixes de otros artistas como  Sander van Doorn, Airbase, Laidback Luke y Bart Claessen.

## Lista de canciones

### Edición europea
| Disco 1 |                                                      |          |  |
| N.º     | Título                                               | Duración |  |
| 1.      | «Flight 643»                                         | 2:51     |  |
| 2.      | «Suburban Train»                                     | 3:24     |  |
| 3.      | «Lethal Industry»                                    | 2:43     |  |
| 4.      | «In My Memory» (feat. Nicola Hitchcock)              | 6:06     |  |
| 5.      | «Traffic»                                            | 2:54     |  |
| 6.      | «Love Comes Again» (feat. BT)                        | 3:13     |  |
| 7.      | «Just Be» (feat. Kirsty Hawkshaw)                    | 3:11     |  |
| 8.      | «Adagio for Strings»                                 | 3:25     |  |
| 9.      | «Dance4life» (feat. Maxi Jazz)                       | 3:30     |  |
| 10.     | «In the Dark» (feat. Christian Burns)                | 3:51     |  |
| 11.     | «Break My Fall» (feat. BT)                           | 3:23     |  |
| 12.     | «Elements of Life» (Radio Edit Live from Copenhagen) | 3:34     |  |
| 13.     | «643 (Love's on Fire)» (feat. Suzanne Palmer)        | 2:47     |  |
| 14.     | «Goldrush»                                           | 9:22     |  |
| 15.     | «Magikal Circus»                                     | 12:01    |  |
| 16.     | «Obsession» (vs Junkie XL)                           | 9:07     |  |
| 17.     | «Forever Today»                                      | 11:57    |  |

| Disco 2 |                                                           |          |  |
| N.º     | Título                                                    | Duración |  |
| 1.      | «In the Dark» (feat. Christian Burns (Tiësto 2010 Remix)) | 7:09     |  |
| 2.      | «In My Memory» (feat. Nicola Hitchcock (Tiësto Remix))    | 9:13     |  |
| 3.      | «Just Be» (feat. Kirsty Hawkshaw (Tiësto Remix))          | 9:13     |  |
| 4.      | «Lethal Industry» (Hardwell Remix)                        | 5:45     |  |
| 5.      | «Carpe Noctum» (Spencer & Hill Dub)                       | 4:34     |  |
| 6.      | «Everything» (feat. JES (Andrew Bennett Remix))           | 6:01     |  |
| 7.      | «Elements of Life» (Airbase Remix)                        | 6:19     |  |
| 8.      | «Traffic» (Richard Durand Remix)                          | 6:53     |  |
| 9.      | «Flight 643» (Laidback Luke 2010 Rework)                  | 6:00     |  |
| 10.     | «Suburban Train» (Sean Tyas Dirty Mix)                    | 6:42     |  |
| 11.     | «Love Comes Again» (feat. BT (Bart Claessen Remix))       | 7:25     |  |

| Bonus Track Digital |                                                                 |          |  |
| N.º                 | Título                                                          | Duración |  |
| 12.                 | «Dance4life» (feat. Maxi Jazz (Sander van Doorn Remix))         | 7:38     |  |
| 13.                 | «In the Dark» (feat. Christian Burns (Shiny Toy Guns Club Mix)) | 7:47     |  |
| 14.                 | «Love Comes Again» (feat. BT (Myon & Shane 54 Monster Mix))     | 6:32     |  |

### Edición US
| Disco 1 |                                                        |          |  |
| N.º     | Título                                                 | Duración |  |
| 1.      | «Flight 643»                                           |          |  |
| 2.      | «Suburban Train»                                       |          |  |
| 3.      | «Lethal Industry»                                      |          |  |
| 4.      | «In My Memory» (feat. Nicola Hitchcock (Tiësto Remix)) |          |  |
| 5.      | «Traffic»                                              |          |  |
| 6.      | «Love Comes Again» (feat. BT)                          |          |  |
| 7.      | «Just Be» (feat. Kirsty Hawkshaw)                      |          |  |
| 8.      | «Adagio for Strings»                                   |          |  |
| 9.      | «Obsession» (with Junkie XL)                           |          |  |
| 10.     | «Goldrush»                                             |          |  |
| 11.     | «Magikal Circus»                                       |          |  |

| Disco 2 |                                                           |          |  |
| N.º     | Título                                                    | Duración |  |
| 1.      | «Dance4life» (feat. Maxi Jazz)                            |          |  |
| 2.      | «In the Dark» (feat. Christian Burns)                     |          |  |
| 3.      | «Break My Fall» (feat. BT)                                |          |  |
| 4.      | «Elements of Life» (Radio Edit Live from Copenhagen)      |          |  |
| 5.      | «Carpe Noctum» (Spencer & Hill Dub)                       |          |  |
| 6.      | «Ten Seconds Before Sunrise»                              |          |  |
| 7.      | «Everything» (feat. JES (Andrew Bennett Remix))           |          |  |
| 8.      | «Escape Me»                                               |          |  |
| 9.      | «Louder Than Boom»                                        |          |  |
| 10.     | «In the Dark» (feat. Christian Burns (Tiësto 2010 Remix)) |          |  |

## Posicionamiento en listas
| Lista (2010)                    | Mejor posición |
| ------------------------------- | -------------- |
| Austrian Albums Chart           | 39             |
| Belgium Albums Chart (Flanders) | 2              |
| Belgium Albums Chart (Wallonia) | 4              |
| Danish Albums Chart             | 31             |
| Dutch Albums Chart              | 11             |
| German Albums Chart             | 58             |
| Irish Albums Chart              | 7              |
| Norwegian Albums Chart          | 20             |
| UK Albums Chart                 | 27             |

## Historial de lanzamientos
| País           | Fecha                  | Discográfica                | Formato              | Catálogo          |
| -------------- | ---------------------- | --------------------------- | -------------------- | ----------------- |
| Reino Unido    | 16 de mayo de 2010     | Nebula Music                | Descarga digital     | NEBBD9017         |
| Reino Unido    | 17 de mayo de 2010     | Nebula Music                | CD                   | NEBCD9017         |
| Países Bajos   | 17 de mayo de 2010     | Magik Muzik                 | CD                   | Magik Muzik CD 17 |
| Países Bajos   | 17 de mayo de 2010     | Magik Muzik                 | Digital download     | MM CD 17          |
| Países Bajos   | 17 de mayo de 2010     | Magik Muzik                 | LP                   | Magik Muzik LP 17 |
| Australia      | 21 de mayo de 2010     | 405 Recordings              | CD, digital download | 45CD10029         |
| Escandinavia   | 24 de mayo de 2010     | DJ Beat Records Scandinavia | CD, digital download | DJB113CD          |
| Estados Unidos | 8 de junio de 2010     | Ultra Records               | CD, digital download |                   |
| Alemania       |                        | Kontor Records              | CD, digital download | EDE76132          |
| Hong Kong      | 6 de diciembre de 2010 | Avex Hong Kong              |                      | AVICD60702/A      |